# Immenstaad no Lago de Constança
Immenstaad no Lago de Constança (em alemão:  Immenstaad am Bodensee) é um município da Alemanha, no distrito do Lago de Constança, na região administrativa de Tubinga, estado de Baden-Württemberg.